# هوليوود بارك (تكساس)
هوليوود بارك (بالإنجليزية: Hollywood Park, Texas)‏ هي بلدة أمريكية تقع في الولايات المتحدة في مقاطعة بيكسار، تكساس. يقدر عدد سكانها بـ 2,983 نسمة ومساحتها 3.8 كم2 وترتفع عن سطح البحر 293 متر.

## التركيبة السكانية
حدّد مكتب تعداد الولايات المتحدة بيانات التركيبة السكانية لهوليوود بارك في تعداد الولايات المتحدة. في ما يلي، التركيبة السكانية حسب تعدادي 2000 و2010.

### تعداد عام 2000
بلغ عدد سكان هوليوود بارك 2,983 نسمة بحسب تعداد عام 2000، وبلغ عدد الأسر 1,174 أسرة وعدد العائلات 906 عائلة مقيمة في البلدة. في حين سجلت الكثافة السكانية 795.5 نسمة لكل كيلومتر مربع (2,060.3/ميل2). وبلغ عدد الوحدات السكنية 1,222 وحدة بمتوسط كثافة قدره 325.9 لكل كيلومتر مربع (844.1/ميل2).
وتوزع التركيب العرقي للبلدة بنسبة 95.64% من البيض و0.27% من الأمريكيين الأفارقة و0.27% من الأمريكيين الأصليين و0.94% من الأمريكيين ذوي الأصول الآسيوية و0.13% من سكان جزر المحيط الهادئ و1.11% من الأعراق الأخرى و1.64% من عرقين مختلطين أو أكثر و10.06% من الهسبانيون أو اللاتينيون من أي عرق.
بلغ عدد الأسر 1,174 أسرة كانت نسبة 28% منها لديها أطفال تحت سن الثامنة عشر تعيش معهم، وبلغت نسبة الأزواج القاطنين مع بعضهم البعض 69.6% من أصل المجموع الكلي للأسر، ونسبة 5.7% من الأسر كان لديها معيلات من الإناث دون وجود شريك،  بينما كانت نسبة 1.9% من الأسر لديها معيلون من الذكور دون وجود شريكة وكانت نسبة 22.8% من غير العائلات. تألفت نسبة 21% من أصل جميع الأسر من عدة أفراد يعيشون في نفس المنزل ونسبة 16.4% كانت تتألف من شخص يعيش بمفرده يبلغ من العمر 65 عاماً أو أكثر. وبلغ متوسط حجم الأسرة المعيشية 2.49، أما متوسط حجم العائلات فبلغ 2.87.
بلغ العمر الوسطي للسكان 48.6 عاماً. وكانت نسبة 20.7% من القاطنين تحت سن الثامنة عشر، وكانت نسبة 3.4% بين الثامنة عشر والرابعة والعشرين عاماً، ونسبة 21% كانت واقعةً في الفئة العمرية ما بين الخامسة والعشرين والرابعة والأربعين عاماً، ونسبة 27.3% كانت ما بين الخامسة والأربعين والرابعة والستين، ونسبة 25.6% كانت ضمن فئة الخامسة والستين عاماً فما فوق. يوجد لكل 100 أنثى 90.5 ذكر، ويوجد لكل 100 أنثى في الثامنة عشر من عمرها فما فوق 88.2 ذكر.
بلغ متوسط دخل الأسرة في البلدة 92,099 دولارًا، أما متوسط دخل العائلة فبلغ 100,780 دولارًا. وكان متوسط دخل الذكور 49,583 دولارًا مقابل 43,125 دولارًا للإناث. وسجل دخل الفرد الخاص بالبلدة 33,808 دولارًا. وكانت نسبة 0% من العائلات ونسبة 0.8% من السكان تحت خط الفقر، وكان من هؤلاء نسبة 0% تحت سن الثامنة عشر ونسبة 2.7% في الخامسة والستين من العمر وما فوق.

### تعداد عام 2010
بلغ عدد سكان هوليوود بارك 3,062 نسمة بحسب تعداد عام 2010، وبلغ عدد الأسر 1,298 أسرة وعدد العائلات 931 عائلة مقيمة في البلدة. في حين سجلت الكثافة السكانية 816.5 نسمة لكل كيلومتر مربع (2,114.7/ميل2). وبلغ عدد الوحدات السكنية 1,405 وحدة بمتوسط كثافة قدره 374.7 لكل كيلومتر مربع (970.5/ميل2).
وتوزع التركيب العرقي للبلدة بنسبة 95.75% من البيض و0.46% من الأمريكيين الأفارقة و0.56% من الأمريكيين الأصليين و0.85% من الأمريكيين ذوي الأصول الآسيوية و1.40% من الأعراق الأخرى و0.98% من عرقين مختلطين أو أكثر و15.38% من الهسبانيون أو اللاتينيون من أي عرق.
بلغ عدد الأسر 1,298 أسرة كانت نسبة 24.7% منها لديها أطفال تحت سن الثامنة عشر تعيش معهم، وبلغت نسبة الأزواج القاطنين مع بعضهم البعض 63.8% من أصل المجموع الكلي للأسر، ونسبة 5.9% من الأسر كان لديها معيلات من الإناث دون وجود شريك،  بينما كانت نسبة 2% من الأسر لديها معيلون من الذكور دون وجود شريكة وكانت نسبة 28.3% من غير العائلات. تألفت نسبة 25.1% من أصل جميع الأسر من عدة أفراد يعيشون في نفس المنزل ونسبة 17.3% كانت تتألف من شخص يعيش بمفرده يبلغ من العمر 65 عاماً أو أكثر. وبلغ متوسط حجم الأسرة المعيشية 2.36، أما متوسط حجم العائلات فبلغ 2.82.
بلغ العمر الوسطي للسكان 51.5 عاماً. وكانت نسبة 19.4% من القاطنين تحت سن الثامنة عشر، وكانت نسبة 4% بين الثامنة عشر والرابعة والعشرين عاماً، ونسبة 15.5% كانت واقعةً في الفئة العمرية ما بين الخامسة والعشرين والرابعة والأربعين عاماً، ونسبة 32.8% كانت ما بين الخامسة والأربعين والرابعة والستين، ونسبة 28.3% كانت ضمن فئة الخامسة والستين عاماً فما فوق. وتوزع التركيب الجنسي للسكان بنسبة 47.2% ذكور و52.8% إناث.